# Louis-Edouard Vuillermoz
Louis-Edouard Vuillermoz (* 13. Februar 1869 in Quingey; † 1939) war ein französischer Hornist und Musikpädagoge.
Vuillermoz studierte am Conservatoire de Paris bei Jean Mohr und erhielt 1889 den ersten Preis im Fach Horn. Ab 1894 war er Mitglied der Société des Concerts du Conservatoire. Er wurde dann Solohornist bei den Concerts du Châtelet und im Orchester der Pariser Oper. Daneben unterrichtete er am Conservatoire de Paris. Er ist der Vater des Komponisten Jean Vuillermoz.
| Personendaten    | Personendaten                           |
| ---------------- | --------------------------------------- |
| NAME             | Vuillermoz, Louis-Edouard               |
| KURZBESCHREIBUNG | französischer Hornist und Musikpädagoge |
| GEBURTSDATUM     | 13. Februar 1869                        |
| GEBURTSORT       | Quingey                                 |
| STERBEDATUM      | 1939                                    |